# Gerhard von Augsburg
Gerhard von Augsburg (* fl. im 10. Jahrhundert) war ein Kleriker und Dompropst in Augsburg.
Er gehörte zum engsten Umkreis von Bischof Ulrich von Augsburg und verfasste zwischen 983 und 993 dessen Vita in 28 Kapiteln sowie mit Wundergeschichten (Miracula). Neben der Heiligenvita befasst er sich auch mit dessen administrativer Rolle als Bauherr und Berater und Verbündeter von Otto I. und der Abwehr der Ungarn vor Augsburg, die anschließend in der Schlacht auf dem Lechfeld (955) vernichtend geschlagen wurden. Dabei berichtet Gerhard ab dem Zeitpunkt 953 auch aus eigener Anschauung. Das Werk geht bis in die Zeit des Nachfolgers von Ulrich, Heinrich I. und endet 982. Sein Geschichtswerk wurde noch im 10. Jahrhundert von Bischof Gebhard von Augsburg und Abt Bern von Reichenau aus stilistischen Gründen überarbeitet.

## Schriften
- MGH SS IV, 1841 (G. Waitz Hrsg.).
- Das Leben Oudalrichs, Bischofs von Augsburg, Die Geschichtschreiber der deutschen Vorzeit, 2. Reihe,  Band 31,2, Leipzig 1891 (Hrsg. Georg Grandaur).
- Hatto Kallfelz (Hrsg.): Lebensbeschreibungen einiger Bischöfe des 10.–12. Jahrhunderts (= Ausgewählte Quellen zur deutschen Geschichte des Mittelalters. Band 22), Darmstadt 1973.
- Vita Sancti Uodalrici. Die älteste Lebensbeschreibung des heiligen Ulrich, Universitätsverlag C. Winter, Heidelberg 1993
- Vita Sancti Uodalrici. Die älteste Lebensbeschreibung des heiligen Ulrich lateinisch – deutsch. Mit Kanonisationsurkunde von 993. Einleitung, kritische Edition und Übersetzung besorgt von Walter Berschin und Angelika Häse. 2., verb. Auflage (= Editiones Heidelbergenses. Band 24), Heidelberg 2020.